# Way of the Samurai 4
Way of the Samurai 4 (侍道4 Samurai Dou 4?) es un videojuego desarrollado por Acquire y publicado por Spike para la plataforma PlayStation 3. Fue primeramente lanzado en Japón el día 3 de marzo de 2011.
Una versión en inglés fue anunciada el 19 de enero de 2012 por Rising Star Games . El lanzamiento del juego en Europa fue el 5 de octubre de 2012. El 4 de abril de 2012, XSEED Games publicó el juego para EE. UU. como título descargable en PlayStation Network con fecha de lanzamiento el 21 de agosto de 2012. Inicialmente, el juego era solo para PlayStation 3, sin embargo, Ghostlight lo lanzó más tarde para Microsoft Windows el 23 de julio de 2015.

## Trama
El juego está ambientado en una ciudad portuaria ficticia llamada Amihama durante los últimos días del shogunato . Los jugadores pueden crear su propio samurái y elegir alinearse con una de las tres facciones: las fuerzas progubernamentales, los rebeldes antigubernamentales que buscan repeler a los extranjeros o la Marina británica estacionada en la ciudad para negociar un tratado de paz. Cuando las negociaciones entre el gobierno local de Amihama y los británicos salen mal tras un ataque de Prajna en el punto de encuentro, el shogunato Tokugawa envía a uno de sus Tairō para sofocar la revuelta, siendo aquí donde el protagonista ha de empezar a tomar sus propias decisiones.
La historia principal se desarrolla a lo largo de cinco días. Las decisiones y acciones del personaje darán forma a su camino y, en última instancia, a su destino.

## Jugabilidad
Finales, eventos y personalización
Acquire prometió que Way of the Samurai 4 sería mucho más largo que los juegos anteriores y hay 10 finales. El juego también presenta eventos y escenas flexibles, como decidir si quieres explorar una cueva o simplemente dar la vuelta y alejarte. Los eventos son más fáciles de seguir, en comparación con los juegos anteriores. Hay más opciones de personalización que en el último juego, lo que permite elegir características como la cara, el cabello, la ropa, el calzado y los accesorios.

La mecánica de los cinco días del juego transcurre en tres estados del día: Mañana, Tarde y Noche. Tras cada evento, salvo en excepciones, se avanza un estado del día. Esto también es manipulable a nuestro antojo usando las camas que podemos encontrar a lo largo y ancho de Amihama (Por la calle, Posadas, Mediante la mecánica de Rastreo Nocturno...).
Salud y Energía
En esta entrega se añade un contador de energía. Regenera puntos de vida (que se fijan en 1000) si el jugador está parado o se aleja en combate, y se agota cuando tu samurái pelea, realiza el rastreo nocturno o está regenerando salud. La comida y el sueño regeneran el medidor de energía. Hay mantas de paja en lugares establecidos fuera (o dentro) del dojo, posadas en Amihama donde pagas para dormir, y cualquier esterilla que puedas encontrar puede usarse para dormir y recargar energía.
Combate
Existe una amplia variedad de estilos de lucha y habilidades que un jugador puede dominar. Las espadas ahora se pueden cambiar a cualquier postura; y las habilidades, una vez aprendidas, están ligadas al jugador, no a las espadas. Luego, los jugadores pueden asignar las habilidades aprendidas a su propia "escuela" de estilo de lucha.
Se mantienen las mecánicas de "empujar y tirar" del primer y tercer juego. Se introduce un nuevo modo especial, en el que el samurái entra en cámara lenta durante un tiempo limitado y puede cortar a los enemigos repetidamente, luego envaina la espada y todos los enemigos muertos caen al mismo tiempo.
La mecánica de "calor" de la espada se eliminó y se reemplazó por "puntos de durabilidad", que disminuirán gradualmente con el uso y, finalmente, las armas se romperán. Esto obliga a los jugadores a visitar al herrero con regularidad para realizar reparaciones, a menos que sus armas sean "irrompibles", o usar piedras de afilado.
Mejora/Creación de Espadas
Los jugadores pueden ir al herrero y elegir mejorar los atributos de su arma (ataque, defensa, durabilidad), repararla o tasarla. El jugador también puede pedirle a Dojima que derrita una espada y luego use el metal para volver a lanzar otra espada.
Vuelve el sistema personalizado de fabricación de espadas introducido en Way of the Samurai 3 . Además de las partes normales como la hoja, la empuñadura y la empuñadura, los jugadores también pueden agregar un amuleto que le dará un efecto especial. Además de espadas y lanzas, se han añadido pistolas y mosquetes como armas. Los mosquetes son utilizados principalmente por soldados británicos.

### Nuevas características
Prueba de vida
Las acciones del jugador afectarán el mundo del juego en la próxima repetición. Por ejemplo, si los jugadores mataron a mucha gente del pueblo en el último juego, habrá más guardias para cazarlos. Hay muchos extranjeros en el juego; pero a diferencia del juego anterior, al principio el protagonista no podrá entender lo que dicen (los textos aparecerán como "? ? ? ? ?" ). Los jugadores pueden convencer al shogunato para que abra una escuela para enseñar idiomas extranjeros, y luego el jugador podrá hablar con los extranjeros.
Rastreo nocturno
Hay un minijuego llamado Rastreo Nocturno, basado en el "Yobai", antigua costumbre en el que un samurái puede tener un romance con un NPC colándose en su casa por la noche, evitando o noqueando a los miembros de la familia y sacando el futón adecuado para encontrarlos. Incluso entonces, ofrecerán una resistencia juguetona, y el jugador debe intentar arrojarlos a la cama. Una cabeza de tortuga guiará al samurái hasta su objetivo. El jugador puede practicar el rastreo nocturno con la mayoría de los personajes masculinos y femeninos del juego, siempre que se cumplan los requisitos.
Tortura
Una vez arrestado por hacer malas acciones, el personaje del jugador será enviado a la sala de torturas para jugar algunos minijuegos infernales con las tres hermosas hermanas Kinugawa. Las torturas incluyen montar un caballo de madera en llamas, ser atado a una rueda hidráulica y ser apedreado con ladrillos de piedra. Si el samurái sobrevive a la tortura hasta 3 veces en el mismo recorrido del juego, las hermanas quedarán impresionadas y podrá practicar el "gateo nocturno" con ellas, siendo variable la hermana que aparece en la tortura según el nivel de criminalidad de Amihama.
Mini juegos
Además de varios trabajos que los samuráis pueden obtener de diferentes fuentes, los jugadores pueden ganar dinero yendo a pescar, trabajando como asesinos, entregando cartas de amor o coqueteando con mujeres extranjeras. Los samuráis también pueden jugar al póquer en el casino y al hanafuda en el salón de juego.
Dojo
Los jugadores pueden abrir su propio dojo, tomar aprendices y defenderse de los duelistas de dojos. La reputación del dojo depende del número de aprendices y de su calidad. El jugador puede decirle a cualquiera de los aprendices que "sígame", y lucharán junto a él.
Para poder reclutar a nuevos aprendices, debes derrotar al samurai, mujer, cazaladrones o Escama de Demonio con el filo blando del arma, y una vez esté derrotado y en posición, podrás hablarle para decirle: "Quiero hacerte mi pupilo."
Combates Cruzados
Cuando se conecte a PSN, los datos del personaje se cargarán y transferirán automáticamente a los mundos de juego de otros jugadores, donde aparecerá como un samurái errante (NPC), y los jugadores pueden derrotarlo para obtener la espada personalizada que creó otro jugador. Esto se llama tsujigiri en línea.
Esta característica es descartada en la versión de Steam, al estar ligada únicamente a servidores de PlayStation Network.

## Contenido descargable
Se ofreció un paquete DLC de vestuario Shinsengumi de forma gratuita del 24 de marzo al 27 de abril de 2011. Después de eso, tenía un precio de 4,99€. Los jugadores deben aplicar un parche antes de usar cualquier contenido descargable.
Hijikata Toshizō y Kondō Isami se encuentran entre los personajes descargables de Shinsengumi.
Dona Dona del Way of the Samurai original y una versión adulta del personaje Sayo de Way of the Samurai 2 también están disponibles para descargar. Sayo aparecerá en el camino y ofrecerá bolas de arroz.

## Recepción
Tras el lanzamiento, el juego recibió críticas mixtas, con la versión de PlayStation 3 con una puntuación de 58 sobre 100 en el sitio web del agregador de reseñas Metacritic .  Muchos críticos elogiaron la historia, las opciones de personalización, varias actividades que no son de combate y múltiples finales, sin embargo, se criticaron la jugabilidad, los errores y los problemas técnicos.

### Versión Plus
El 26 de enero de 2012, Way of the Samurai 4 se volvió a relanzar, se incluyó con todos los DLC y se relanzó como "Way of the Samurai 4 Plus" (a mitad de precio). Sakamoto Ryōma está disponible como personaje jugable en esta versión.